# Тимелія білогорла
Тиме́лія білогорла (Illadopsis puveli) — вид горобцеподібних птахів родини Pellorneidae. Мешкає в Західній і Центральній Африці.

## Підвиди
Виділяють два підвиди:
- I. p. puveli (Salvadori, 1901) — від Сенегалу і Гамбії до Гани і Того;
- I. p. strenuipes (Bannerman, 1920) — від центральної Нігерії до південого сходу ДР Конго, Південного Судану і західної Уганди.

## Поширення і екологія
Білогорлі тимелії живуть у вологих і сухих рівнинних тропічних лісах, в чагарникових заростях і сухій савані.